# Cabiate
Cabiate is een gemeente in de Italiaanse provincie Como (regio Lombardije) en telt 7061 inwoners (31-12-2004). De oppervlakte bedraagt 3,2 km², de bevolkingsdichtheid is 2250 inwoners per km².

## Demografie
Cabiate telt ongeveer 2670 huishoudens. Het aantal inwoners steeg in de periode 1991-2001 met 6,5% volgens cijfers uit de tienjaarlijkse volkstellingen van ISTAT.
| Jaar | Inwoneraantal |
| ---- | ------------- |
| 1991 | 6353          |
| 2001 | 6769          |

## Geografie
Cabiate grenst aan de volgende gemeenten: Lentate sul Seveso (MI), Mariano Comense, Meda (MI), Seregno (MI).

## Externe link

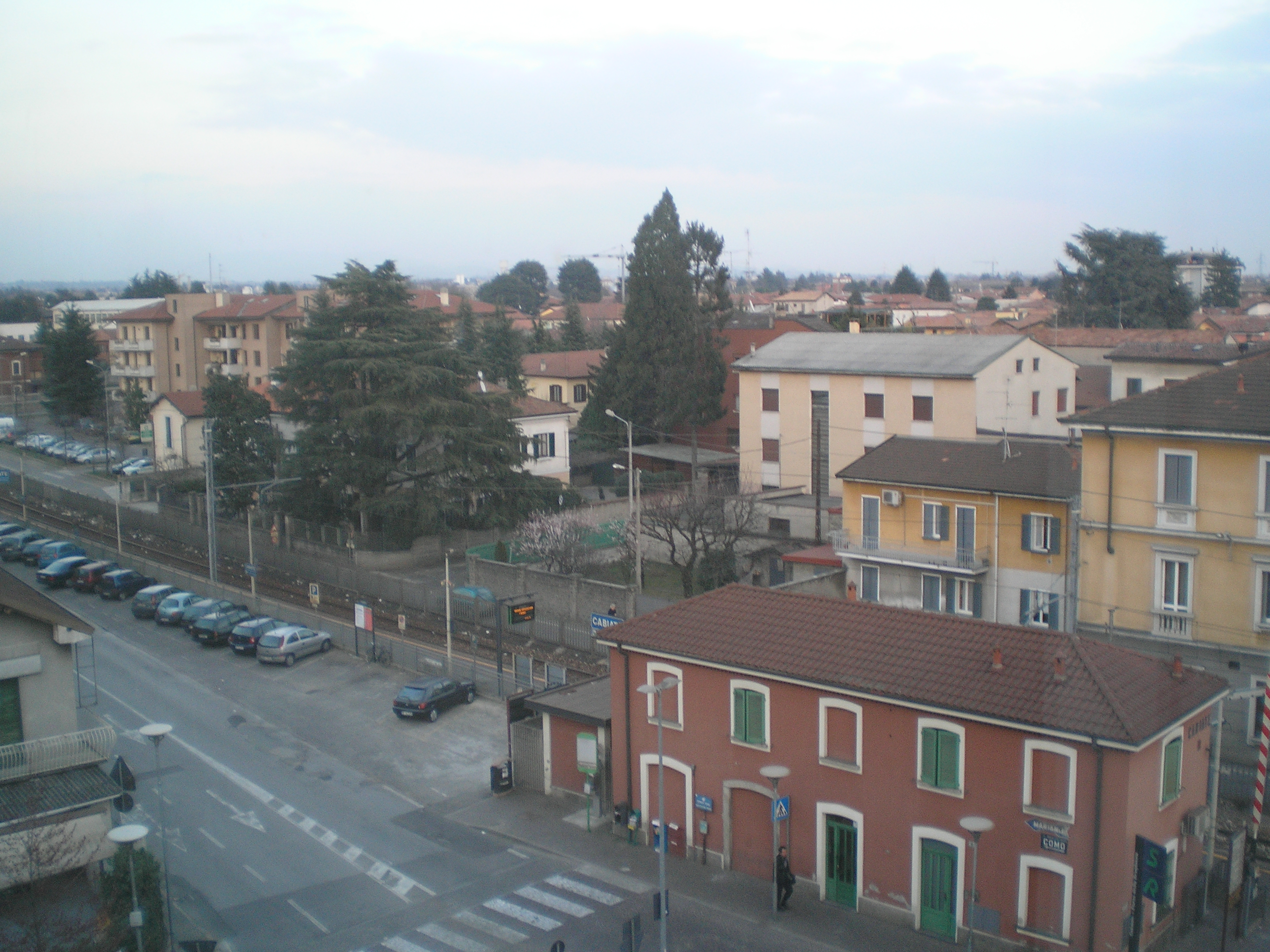
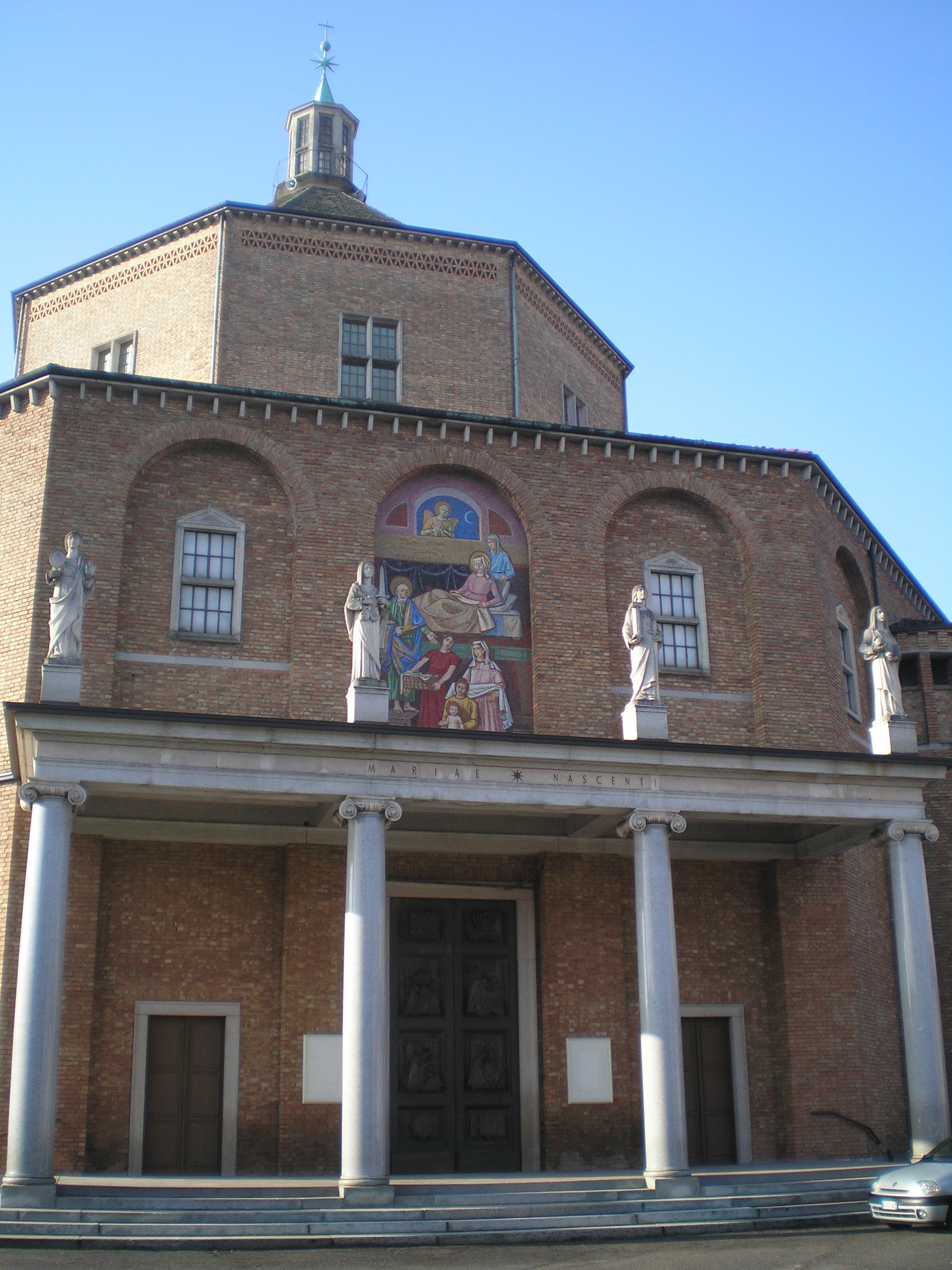
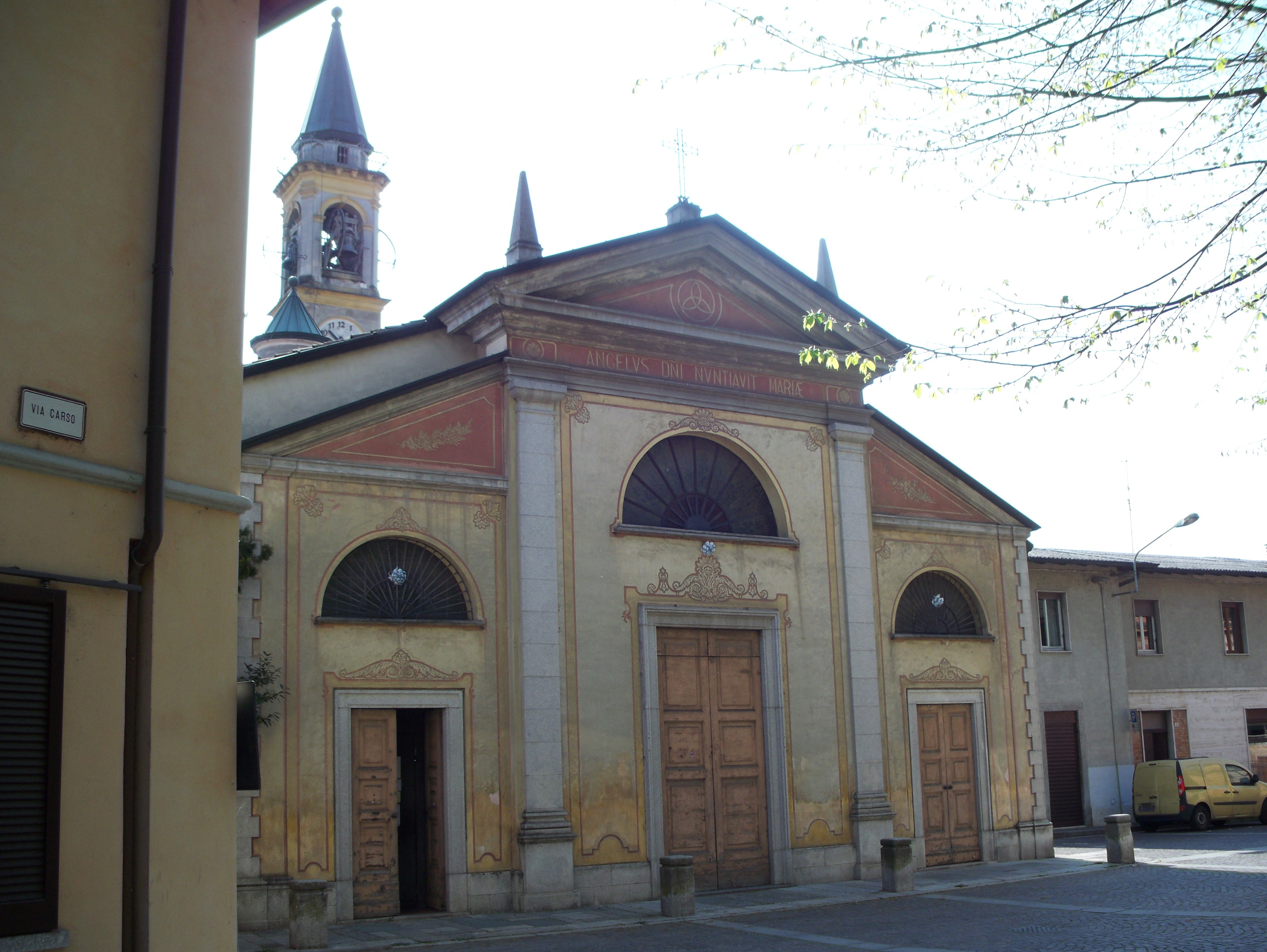
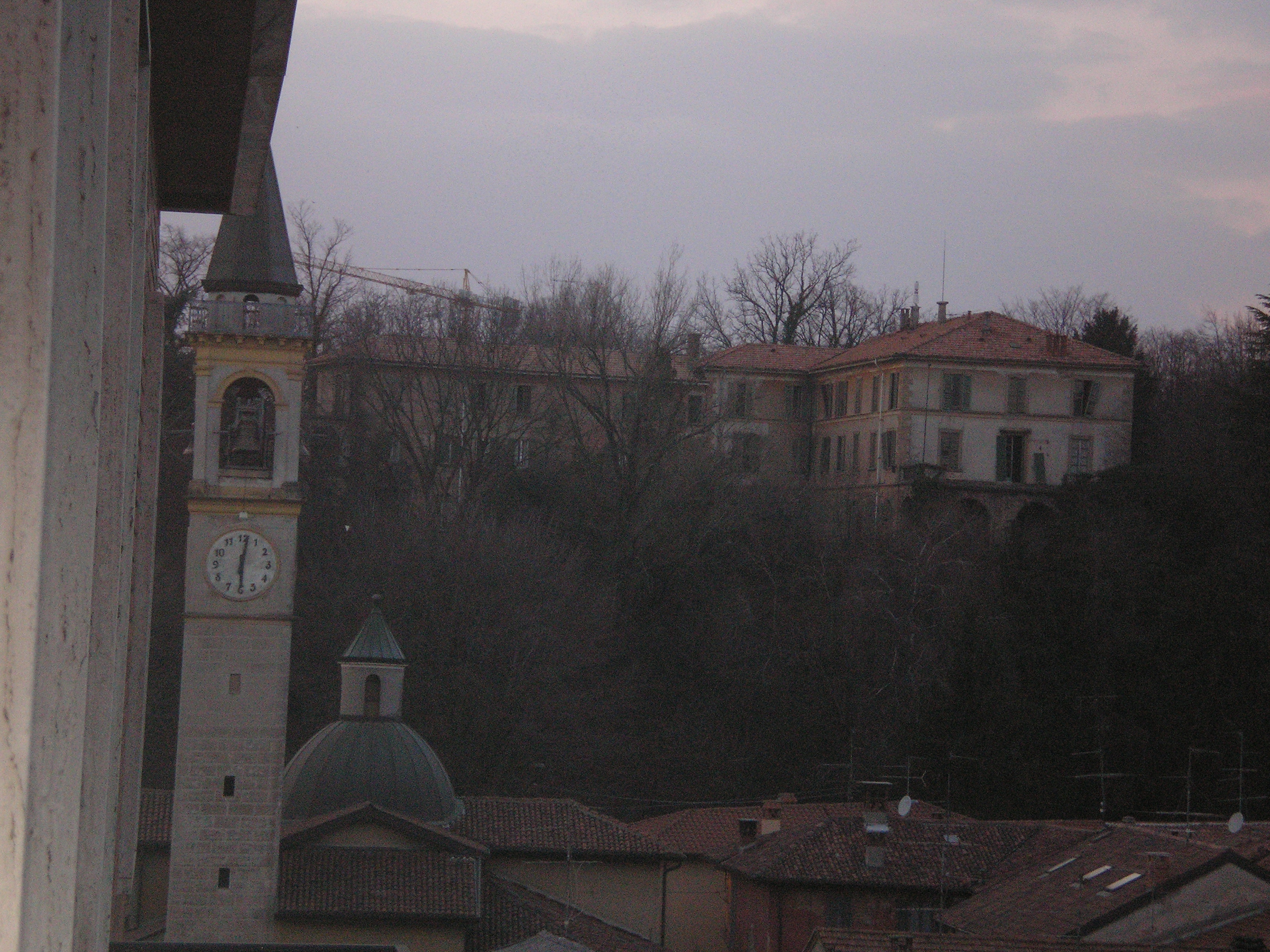